# Konsonanz und Dissonanz

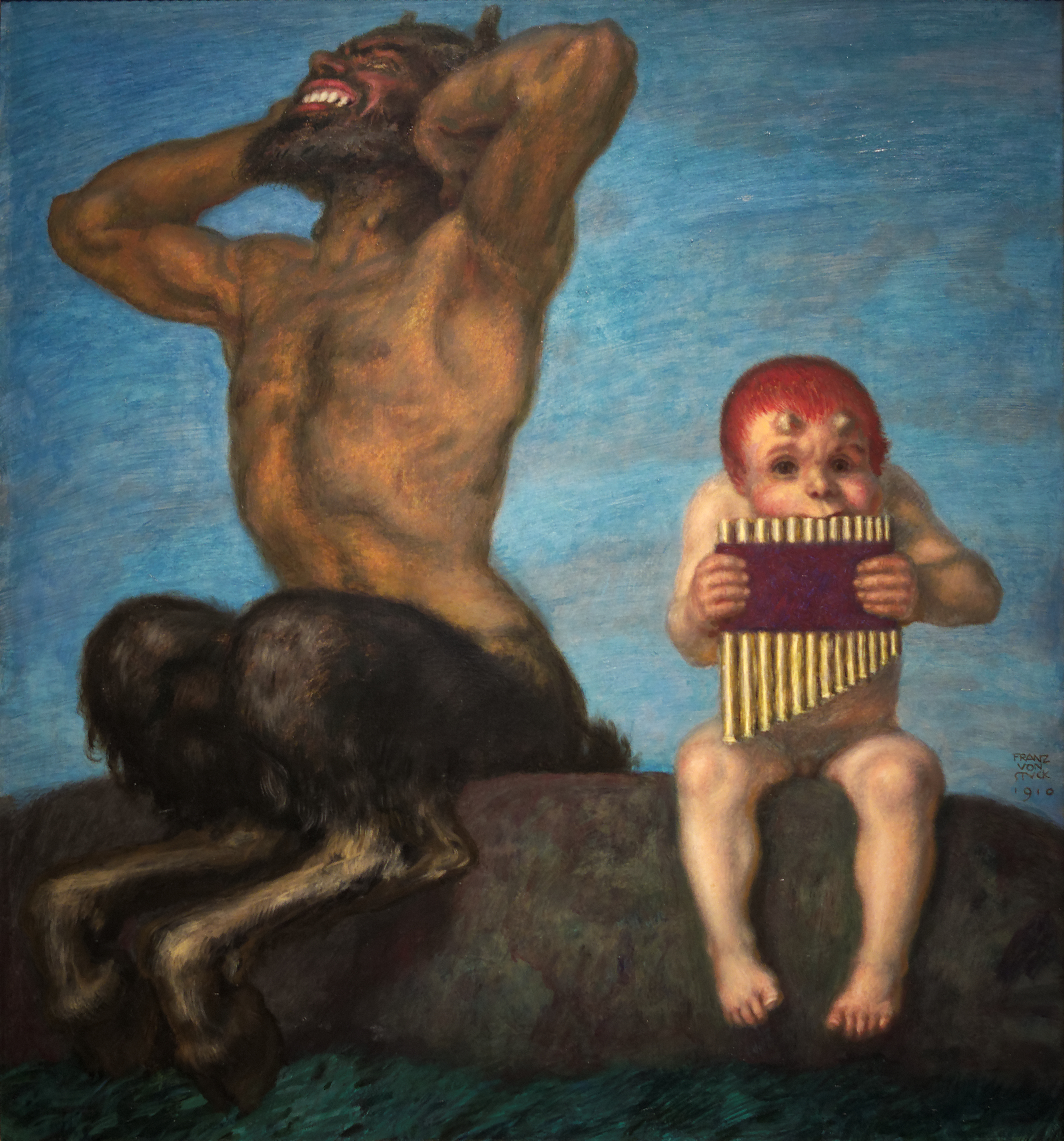
Dissonanz, Gemälde von Franz von Stuck (1910), darauf ein Faun mit Panflöte

Die Unterscheidung zwischen Konsonanz (von lateinisch con ‚zusammen‘ und lateinisch sonare ‚klingen‘) und Dissonanz (von lateinisch dis ‚auseinander‘) bezieht sich seit der Antike auf die Qualität von Zweiklängen. In abendländischen Lehren der Mehrstimmigkeit (Discantus, Kontrapunkt) wurde sie zur Grundlage der Satzlehre. Im 17. Jahrhundert wurde sie auf Mehrklänge ausgedehnt. Die Zuordnung von Intervallen und Akkorden zu einer dieser Kategorien, die Begründung dieser Zuordnung und die Begründung der Unterscheidung selbst können variieren, je nach musiktheoretischer Tradition oder je nach Wissensgebiet, in dem der Gegensatz außerdem thematisiert worden ist (Physik, Physiologie, Psychologie).

## Antike und Mittelalter
Als συμφωνία (symphonía) werden in der Musiktheorie im antiken Griechenland seit dem 4. Jahrhundert v. Chr. die (reine) Quarte, Quinte und Oktave, sowie (in manchen Quellen) auch deren Oktaverweiterungen bis hin zur Doppeloktave plus Quinte ausgezeichnet. Im Hinblick auf die Längen der Saiten, mit denen die beteiligten Töne u. a. auf dem Monochord erzeugt werden können, entsprechen diese Intervalle mit Ausnahme der Undezime ({\displaystyle {\tfrac {8}{3}}}) Zahlenverhältnissen der Form {\displaystyle {\tfrac {a\;\cdot \;n}{n}}} (vielfache Proportion) oder {\displaystyle {\tfrac {n+1}{n}}} (überteilige Proportion): Quarte {\displaystyle {\tfrac {4}{3}}}, Quinte {\displaystyle {\tfrac {3}{2}}}, Oktave {\displaystyle {\tfrac {2}{1}}}, Duodezime {\displaystyle {\tfrac {3}{1}}} usw.
Diesen Proportionen wird die Eigenschaft ‚leicht verständlich‘ zugeordnet. Im Hinblick auf die Klänge ist von einer ‚Mischung‘ unterschiedlicher Einzeltöne zu einer Einheit die Rede (weshalb der Einklang nicht als symphonía gilt).
Die Entdeckung der Beziehung zwischen Wohlklang und fasslichem Zahlenverhältnis wird in der Schmiedelegende Pythagoras zugeschrieben. Die Pythagoreer lassen nur Proportionen zwischen den Zahlen der Tetraktys (also den Zahlen 1, 2, 3 und 4) als symphonía gelten und schließen daher die Undezime aus. Diese Proportionen sind für sie ein Symbol kosmischer Ordnung (siehe Sphärenharmonie). In der Pythagoreischen Stimmung werden alle Intervalle aus Kombinationen der symphonoi abgeleitet, was u. a. dazu führt, dass die Terzen erhebliche Schwebungen aufweisen.
Der Begriff διαφωνία (diaphonía) wird seit Aristoxenos und Eukleides nicht länger nur allgemein im Sinne von Missklang verwendet, sondern auch in einem engeren Sinn für Intervalle, die nicht zu den symphonoi zählen, aber dennoch als musikalisch brauchbar gelten (sog. emmelische Klänge, z. B. der Ganzton).
In der Spätantike prägt Boethius (De institutione musica, um 500) den lateinischen Begriff consonantia, der bis dahin in allgemeineren Bedeutungen verwendet wurde, zum Synonym von symphonía (wie die Pythagoreer rechnet er den Einklang und die Undezime nicht dazu). Das Wort dissonantia dient ihm als Gegenbegriff (konkrete Beispiele für dissonante Intervalle nennt er aber nicht). Boethius’ Definitionen werden bis in die Neuzeit überliefert und behalten eine hohe Autorität.

## Kontrapunktlehre

### Drei Intervallklassen
Im 14. Jahrhundert etabliert sich die für die Lehre des Kontrapunkts grundlegende Unterscheidung der Intervalle in
- vollkommene (oder: perfekte) Konsonanzen: reine Prime, reine Oktave, reine Quinte, und
- unvollkommene (oder: imperfekte) Konsonanzen: große und kleine Terz, große und kleine Sexte.[6]

Alle weiteren Intervalle, sofern sie als musikalisch brauchbar gelten, sind Dissonanzen: zunächst die kleinen und großen Sekunden und Septimen, später auch manche verminderte und übermäßige Intervalle wie die verminderte Quinte und der Tritonus.
Die Quarte hat hierbei eine Sonderstellung:
- Als primäres Intervall (jedes Intervall zwischen dem Bass und einer weiteren Stimme – in der Zweistimmigkeit gibt es folglich nur primäre Intervalle) wird die Quarte in der Regel[8] als Dissonanz behandelt.
- Als sekundäres Intervall (jedes Intervall zwischen zwei Oberstimmen) gilt die Quarte als Differenz einer primären Sexte und einer primären Terz bzw. einer primären Oktave und einer primären Quinte und wird wie eine unvollkommene Konsonanz behandelt.

Für diese Intervallklassen formuliert die Kontrapunktlehre unterschiedliche satztechnische Richtlinien:
- Vollkommene Konsonanzen eignen sich besonders als Anfangs- und vor allem als Schlussklänge. Für sie gilt das Parallelenverbot.
- Dissonanzen müssen als Synkopendissonanz, Durchgangsnote, Wechselnote oder Antizipation ausgewiesen werden können.

### Reine Terzen
In ihrer Aufwertung von Terzen und Sexten zu Konsonanzen bestätigt die Kontrapunkttradition zunächst einen musikalischen Usus, ohne diesen theoretisch zu begründen. Denn das etablierte Stimmungssystem war zunächst weiterhin das pythagoreische, mit seinen schwebungsreichen Terzen und Sexten (siehe oben). Schon im frühen 14. Jahrhundert betonte aber Walter Odington (De speculatione musice) die Nähe der pythagoreischen Terzen (Ditonus mit der Proportion 81:64, Semiditonus mit der Proportion 32:27) zur reinen Groß- (5:4) und Kleinterz (6:5); in der musikalischen Praxis würden die Terzen ihm zufolge häufig reinen (also schwebungsfreien) Terzen angeglichen. Die weitere theoretische Basis der reinen Stimmung legten in den folgenden Jahrhunderten insbesondere Bartolomé Ramos de Pareja (1482), Lodovico Fogliano (1529) und Gioseffo Zarlino (1558).

## Harmonielehre
Bereits 1610 hat Johannes Lippius das Begriffspaar Konsonanz-Dissonanz auf Dreiklänge übertragen. So etablierte sich im Laufe des 18. Jahrhunderts allmählich ein neues Verständnis von Konsonanz und Dissonanz, das auf der Kategorie des Dreiklangs aufbaut, und das der kontrapunktischen Lehrtradition zunehmend Konkurrenz machte. Besonderen Einfluss hatten hierbei die Schriften von Jean-Philippe Rameau.
Im Traité de l’harmonie führt Rameau alle dissonanten Akkorde auf die Übereinanderschichtung von mehr als zwei Terzen zurück. Konsonant sind der accord parfait (Dur- und Molldreiklang) und seine Umkehrungen:

« Pour se rendre les choses plus familieres, l’on peut regarder à present les Tierces comme l’unique objet de tous les accords: En effet, pour former l’accord parfait, il faut ajoûter une Tierce à l’autre, & pour former tous les accords dissonans, il faut ajoûter trois ou quatre Tierces les unes aux autres; […]. »

„Um uns die Sache etwas bequemer vorzustellen, können wir die Terzen als einziges Element aller Akkorde betrachten: Tatsächlich muss man, um den accord parfait zu bilden, eine Terz einer anderen hinzufügen, und für alle dissonanten Akkorde muss man drei oder vier Terzen addieren […].“

Im späten 19. Jahrhundert schreibt Bernhard Ziehn:

„Mit den Begriffen „Wohlklang“ und „Missklang“ (oder gar „Übelklang“) haben die Worte „Consonanz“ und „Dissonanz“ Nichts gemein. Diese Bezeichnungen sind lediglich als Gattungsnamen für Accorde und Intervalle zu betrachten. Consonanzen sind der Dur- und der Molldreiklang, sowie die Intervalle, welche in einem solchen Dreiklang vorkommen; nämlich grosse und kleine Terz, grosse und kleine Sexte, reine Quinte, Quarte und Octave […]. Alle anderen Accorde, dessgleichen alle noch übrigen Intervalle, sind Dissonanzen.“

Den Durdreiklang leitet Rameau im Traité aus der arithmetischen Teilung der Quinte ab (Proportion 4:5:8), wobei er sich ganz im Sinne der Monochord-Tradition auf Saitenlängen bezieht. Erst in Génération harmonique (1737) revidiert er dieses Konzept unter dem Einfluss von Erkenntnissen aus der Physik und leitet den Durdreiklang nun aus der Obertonreihe ab (Grundton, 3. und 5. Teilton).

### „Wesentliche“ Dissonanz und akkordfremder Ton
Die Septimen in Septakkorden bezeichnet Johann Philipp Kirnberger als „wesentliche Dissonanzen“, „weil sie nicht an der Stelle einer Consonanz gesetzt werden, der sie gleich wieder weichen, sondern eine Stelle für sich behaupten“. Alle anderen dissonanten Akkorde enthielten hingegen „zufällige Dissonanzen“, „die man als Vorhalte ansehen kann […], die eine kurze Zeit die Stelle der consonirenden einnehmen, und währender [!] Dauer des Grundtones, mit dem sie dißoniren, in ihre nächsten Consonanzen übergehen“. Eine Septime in einem Septakkord vertrete also keinen Akkordton, sondern sei selbst einer. Auf diese Weise markiert Kirnberger den Abschied vom kontrapunktischen Konzept der Synkopendissonanz zugunsten der Begriffe Akkorddissonanz und Vorhalt.
- Die Septimen unter a) sind demnach Vorhalte, also „harmoniefremde Töne“, die einen Ton einer Dreiklangsumkehrung (die Sexte eines Sextakkordes) vertreten.
- Die Septimen unter b) sind keine Vorhalte, sondern Bestandteile von Septakkorden.

‚Akkordfremd‘ bedeutet in der Harmonielehre somit zugleich ‚dissonant‘, während es andererseits Dissonanzen gibt, die als Bestandteil eines Akkords gelten.

### Dissonanzbehandlung
Die Septime des Dominantseptakkords, die verminderte Quinte und die Septime davon abgeleiteter Akkorde (verminderte und halb verminderte Septakkorde der VII. Stufe) sowie die None im Dominantseptnonenakkord werden in der Regel wie die ‚alte‘ Synkopendissonanz durch einen Sekundschritt abwärts aufgelöst. Diese Akkorde können aber auch auf unbetonter Taktposition stehen und können frei eintreten (brauchen also keine bestimmte Art der Vorbereitung).
Andere „wesentliche“ Septimen und Nonen werden nach wie vor als Synkopendissonanz behandelt.
Weitere Arten der Dissonanzbehandlung, die im 18. Jahrhundert selbstverständlich werden, sind u. a.:
- freie Vorhalte
- Orgelpunkte und Liegetöne

### Funktionstheorie
Bereits in seinen frühen Schriften begründet Hugo Riemann die Konsonanz des Dur- und Molldreiklangs in dualistischem Sinne damit, dass deren Grundton, Terzton und Quintton als 2., 3. und 5. Oberton bzw. Unterton eines Tons aufgefasst werden können. Später betont er aber, dass akustisch konsonante Klänge musikalisch dissonant sein können und dass für die Unterscheidung von Konsonanz und Dissonanz somit die psychologische Instanz der „Tonvorstellung“ grundlegend sei.
Vor diesem Hintergrund hat Riemann den Begriff Scheinkonsonanz geprägt: In der Riemannschen Funktionstheorie gelten nur die Dreiklänge der Tonika, Subdominante und Dominante als Konsonanzen; die Dreiklänge der anderen Stufen sind Dissonanzen. Den Ausdruck Scheinkonsonanz haben Rudolf Louis und Ludwig Thuille später durch den Begriff Auffassungsdissonanz ersetzt.

## Emanzipation der Dissonanz
Im frühen 20. Jahrhundert lehnen Musiker wie Arnold Schönberg und Ferruccio Busoni die traditionelle satztechnische Unterscheidung zwischen Konsonanz und Dissonanz ab und lassen sie allenfalls noch als graduelle Unterscheidung (statt als Dichotomie) gelten.
Die Formulierung „Emanzipation der Dissonanz“ wurde zuerst von Rudolf Louis, allerdings in negativem Sinne, verwendet. Arnold Schönberg wendete sie hingegen positiv:

„Abgesehen von denen, die auch heute noch mit ein paar tonalen Dreiklängen das Auslangen finden […] haben die meisten lebenden Komponisten aus dem Wirken der Werke Wagners, Strauß’, Mahlers, Regers, Debussys, Puccinis etc. in harmonischer Hinsicht gewisse Konsequenzen gezogen, als deren Ergebnis die Emanzipation der Dissonanz zu erkennen ist.“

Bemerkbar macht sich diese Tendenz z. B. daran, dass aus traditioneller Sicht dissonante Intervalle in Mixturen parallel geführt oder in Schlussklängen verwendet werden, oder dass Klänge nicht länger eindeutig auf Terzenschichtungen mit akkordfremden Tönen zurückgeführt werden können.

## Mathematische und physikalische Begründungen
Seit dem 17. Jahrhundert (Marin Mersenne, Galileo Galilei) wurden nicht länger abstrakte Zahlenverhältnisse, sondern Verhältnisse von Tonfrequenzen als Grundlage des Konsonanzgrads betrachtet. Im Tentamen novae theoriae musicae (1739) hat Leonhard Euler eine mathematische Formel vorgeschlagen zur Bestimmung des „gradus suavitatis“ (Lieblichkeitsgrad) von Intervallen und Akkorden.
Das Phänomen der Obertöne hat Joseph Sauveur 1701 als Erster physikalisch näher erfasst (Principes d’acoustique et de musique, ou système général des intervalles des sons). Diese Erkenntnis bot Rameau, Riemann u. a. eine Erklärung für die Konsonanz des Durdreiklangs; die Konsonanz des Molldreiklangs ließ sich aus ihr aber nicht auf befriedigende Weise ableiten.
Eine mathematische Theorie des Kontrapunktes, in der das Quintparallelenverbot und die dissonante Quart aus mathematischen Strukturen resultieren, hat Guerino Mazzola entwickelt. Diese Theorie bettet die Fux-Theorie ein als eine von total sechs Kontrapunktwelten. Diese Theorie ist auch erweitert worden auf mikrotonale Kontexte.

## Physiologische Begründungen

### Schwebungstheorie
Hermann von Helmholtz hat versucht, die historisch gewachsene Unterscheidung von Konsonanz und Dissonanz anhand des Kriteriums der Rauhigkeit, also der Zahl und Intensität von Schwebungen, zu erklären. Demnach fallen bei konsonanten Intervallen zwei Obertöne beider Töne zusammen. Die Unterscheidung von Konsonanz und Dissonanz ist bei dieser Betrachtungsweise allerdings graduell und auch davon abhängig, ob die Intervalle in einer höheren oder tieferen Lage erklingen und ob die Klänge obertonreich oder -arm sind. Helmholtz’ Ansatz ist von Heinrich Husmann unter der Bezeichnung „Koinzidenztheorie“ weitergeführt worden.

### Verschmelzungstheorie
Carl Stumpf hat hingegen das Kriterium der „Verschmelzung“ zugrunde gelegt: „dasjenige Verhältnis zweier […] Empfindungsinhalte, wonach sie nicht eine blosse Summe sondern ein Ganzes bilden“. Das Maß der Verschmelzung bestimmt demnach den Konsonanzgrad.
Das Maß an Rauigkeit einerseits und Verschmelzung anderseits wird in der Musikpsychologie seitdem häufig im Begriff Sonanz(charakter) zusammengefasst.

## Psychoakustische Forschung
Die Hypothese, dass Konsonanz durch Frequenzverhältnis bestimmt wird, gilt durch Experimente mit musikalisch gebildeten und ungebildeten Probanden, die mit dichotisch angebotenen Intervallen aus Sinustönen beschallt wurden, als widerlegt. Weitere Faktoren wie Schwebung seien demnach eine notwendige Bedingung.
Die Annahme, dass neben Sonanz auch Akkulturation ein bestimmender Faktor der musikhistorisch entwickelten Konsonanz-Dissonanz-Unterscheidungen ist, wird u. a. anhand von kognitiver Modellierung erforscht.